# Björnbergstjärnen, Jämtland
Björnbergstjärnen är en sjö i Åre kommun i Jämtland och ingår i Indalsälvens huvudavrinningsområde.